# Nicholas Magallanes
Nicholas Magallanes (Santa Rosalía de Camargo, 27 de noviembre de 1922-Long Island, Nueva York, 2 de mayo de 1977) fue bailarín mexicoestadounidense, miembro fundador del New York City Ballet. Junto con Francisco Moncion, Maria Tallchief, y Tanaquil Le Clercq, Magallanes se encontraba entre el grupo central de bailarines con el que George Balanchine y Lincoln Kirstein formaron Ballet Society, el antecesor inmediato del New York City Ballet

## Primeros años de vida y entrenamiento
Nació en Santa Rosalía de Camargo, ahora conocida como La Ciudad de Camargo, en la parte oriental del estado mexicano de Chihuahua. Se mudó con sus padres a los Estados Unidos  cuando tenía cinco años, primero en Nueva Jersey y luego en el Lower East Side de la Ciudad de Nueva York. Cuando tenía dieciséis años, fue visitado en el New york Boys Club en East Tenth Street por Pavel Tchelitchev, quien lo recomendó a Lincoln Kirstein como estudiante de becas en la Escuela de Ballet Americano en ciernes. Era un joven apuesto, con un aspecto latino oscuro y un físico fuerte y musculoso, hizo una audición para George Balanchine y fue aceptado en la escuela en 1938. Bajo la tutela de Balanchine y Pierre Vladimiroff, pronto comenzó a mostrarse prometedor como bailarín. Apareció por primera vez en el escenario en la producción de American Théâtre A Thousand Times Neigh, de Ballet Americano, un tributo al automóvil, en el pabellón de Ford en la Feria Mundial de Nueva York de 1939. Así comenzó su asociación de por vida con las empresas de Balanchine y Kirstein.

## Carrera profesional
En 1940, Magallanes bailó brevemente con el Littlefield Ballet, dirigido por Catherine Littlefield, y realizó una gira por América del Sur
al año siguiente con American Ballet Caravan. De vuelta en los Estados Unidos, apareció en Broadway en las danzas de Balanchine en dos espectáculos musicales, The Merry Widow (1943) y Song of Norway (1944). En Broadway también apareció en los bailes de Ruth Page en Music in My Heart (1947). A principios de la década actuó en La Vie Parisienne (1942) con la música de Jacques Offenbach. Luego bailó con Ballets Russes de Monte-Carlo (1943-1946), cuando Balanchine era maestro de ballet, y Sociedad de Ballet (1946-1948). Durante este tiempo colaboró con Balanchine para crear varios roles, incluyendo: El Poeta en La sonámbula (La Sombra de la Noche), Cleónete en El burgués gentilhombre, y Jean de Brienne en Raymonda. Desde 1948 hasta poco antes de su muerte in 1977, fue bailarín principal en el New York City Ballet.

### Roles creados
Esta es una lista seleccionada. La coreografía es por George Balanchine a menos que se indique lo contrario. La principal fuente de información es The Balanchine Catalog.
- 1941. Ballet Imperial - más tarde llamando Tchaikovsky Piano Concerto No. 2, Papel: Solista.
- 1944. Danses Concertantes - Música por Ígor Stravinski. Papel: "Pas de Trois con Maria Tallchief y Mary Ellen Moylan.
- 1944. Le Bourgeois Gentilhomme - Música por Richard Strauss. Papel: Cléonte.
- 1946. The Night Shadow también llamado La Sonnambula - Música por Vittorio Rieti basado en temas de Vincenzo Bellini. Papel: El Poeta.
- 1946. Raymonda Ballet en Tres Actos - Coreografía de George Balanchine y Alexandra Danilova después Marius Petipa. Música por Alexander Glazunov. Papel: Jean de Brienne.
- 1948. Symphony in C - Música por Georges Bizet. Papel: Primer movimiento - Pas de Deux con Maria Tallchief y conjunto.
- 1948. The Triumph of Bacchus and Ariadne - Ballet-Cantata. Música por Vittorio Rieti. Papel: Bacchus.
- 1948. Orpheus Ballet en Tres Escenas - Música por Igor Stravinsky. Papel: Orpheus.
- 1949. Bourrée Fantasque - Música por Emmanuel Chabrier. Papel: Prélude - Pas de Deux con Maria Tallchief y conjunto.
- 1950. The Fairy's Kiss también llamado Le Baiser de la Fée. Alegoría de Ballet en Cuatro Escenas. Música por Igor Stravinsky. Papel: El Novio.

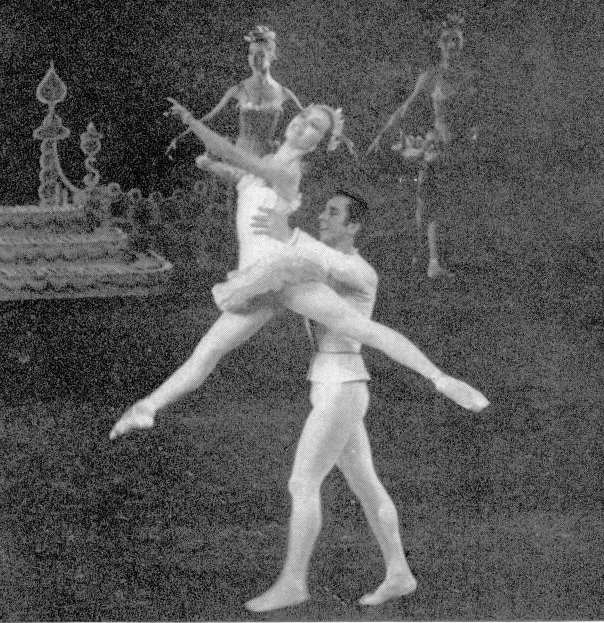
Maria Tallchief y Nicholas Magallanes en The Nutcracker 1954

- Maria Tallchief y Nicholas Magallanes en The Nutcracker 19541950. Sylvia: Pas de Deux - Música por Léo Delibes. Papel: Caballero a Maria Tallchief.
- 1950. Illuminations - Coreografía por Frederick Ashton. Música por Benjamin Britten Papel: El Poeta (Arthur Rimbaud).
- 1951. Amahl and the Night Visitors. Opera en un Solo Acto para la Televisión. CoreografÍa por John Butler. Música por Gian Carlo Menotti Papel: Un Pastor de Baile.[11][12]
- 1951. La Valse - Música por Maurice Ravel. Papel: Octavo valse, con Tanaquil Le Clercq.
- 1951. The Cage - Coreografía de Jerome Robbins. Música por Igor Stravinsky. Papel: El Segundo Intruso.
- 1951. The Pied Piper - Coreografía de Jerome Robbins. Música por Aaron Copland. Papel: Bailrín principal.
- 1954. Opus 34 - Música por Arnold Schoenberg. Papel: La Primera Vez con Diana Adams, Patricia Wilde y Francisco Moncion.
- 1954. The Nutcracker Ballet Clásico en Dos Actos , Cuatro Escenas y Prólogo. Música por Piotr Ilich Chaikovski. Papel: Caballero para Sugar Plum Fairy bailado por Maria Tallchief.
- 1954. Western Symphony - Música por Hershy Kay. Papel: Segundo movimiento con Janet Reed y conjunto.
- 1956. Allegro Brillante - Música por Piotr Ilich Chaikovski. Papel: Bailarín principal, con Maria Tallchief.
- 1956. Divertimento n.º 15- Música por Wolfgang Amadeus Mozart. Papel: Bailarín principal. Allegro, y quinta variación.
- 1956. The Unicorn, the Gorgon, and the Manticore - Coreografía por John Butler. Música por Gian Carlo Menotti. Papel: El Poeta.
- 1957. Square Dance - Música por Antonio Vivaldi. Papel: Bilarín principal, con Patricia Wilde y conjunto.
- 1959. Episodes - Música por Anton von Webern. Papel: Bailarín principal, con Allegra Kent y conjunto.
- 1960. The Figure in the Carpet Ballet en Cinco Enscenas - Música por Georg Friedrich Handel Papel: El Duque de L'an L'ing.
- 1960. Liebeslieder Waltz  Ballet en Dos Partes. -- Música por Johannes Brahms. Papel: Bailarín principal, con Violette Verdt.
- 1962. El sueño de una noche de verano Ballet en Dos Actos y Seis Escenas. Música por Felix Mendelssohn. Papel: Lysander.
- 1965. Don Quixote Ballet en Tres Actos. Música por Nicholas Nabokov. Papel: Duque.

### Otros roles
Además de los muchos papeles originales que creó, Magallanes bailó en casi todos los ballets del repertorio del Ballet de Nueva York. Estuvo estrechaments asociado con Serenade (por Balanchine), Concerto Barocco, Symphony in C y The Four Temperaments. Junto con Orpehus, con Magallanes en el papel principal, Concerto Barocco y Symphony in C estuvieron en el programa de la actuación inaugural del New York City Ballet el 11 de octubre de 1948 en el Centro de Música Y Drama de la ciudad de Nueva York. Después de casi treinta años, su última aparición en la compañía fue en 1976, en el papel de mimo de Don Quijote en el ballet de Balanchine del mismo nombre (Don Quijote).

### Televisión y película

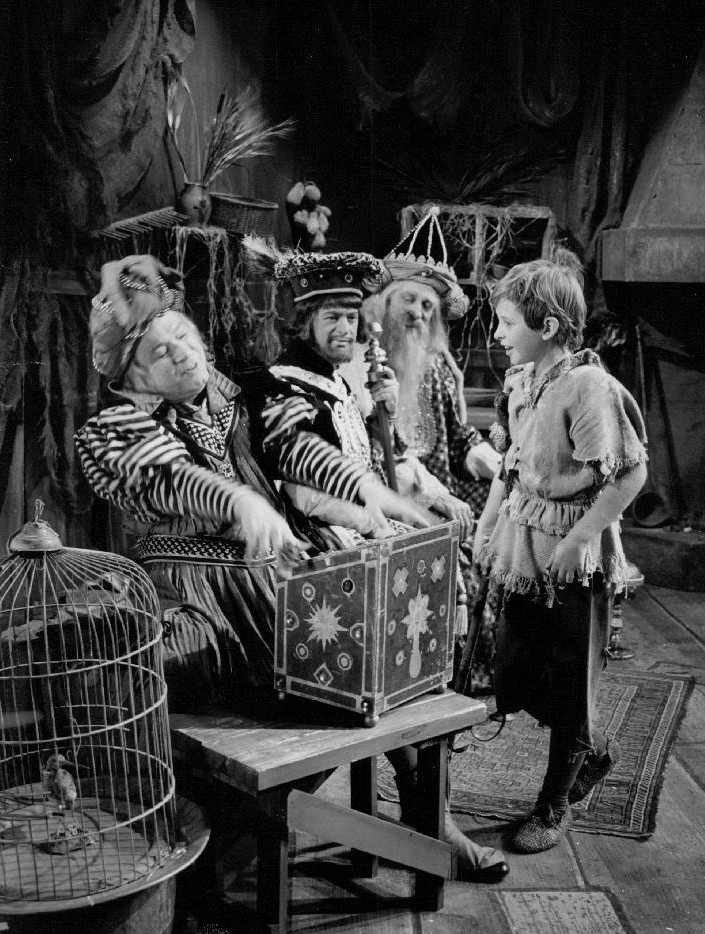
Tres Reyes y Amahl - Amahl y los visitantes nocturnos 1958

Los talentos de Nicholas Magallanes también se extendieron más allá de la etapa de ballet en el ámbito de la televisión y el cine. En 1951 apareció con Tanaquil Le Clercq en el Premier especial de CBS Televisión. También bailó en el estreno en vivo de la primera ópera compuesta para televisión en Estados Unidos: Amahl y los Visitantes Nocturnos, en el debut del Hallmark Hall of Fame para la cadena NBC en el papel de Pastor Bailando (1951). En años posteriores también fue presentado en varias otras transmisiones incluyendo: Camera Three para CBS como Príncipe Siegfried en Swan Lake (1956), Omnibus en A Midwinter Night's Dream (1961) y episodios de The Bell Telephone Hour para NBC (1962-1964). Sus actuaciones en la película incluyen una colaboración con Tanaquile Le Clercq bailando La Valse (1951) y con Louis Falco en una producción de Dionysus en el papel de Pentheus (1963).  En 1967 también colaboró con Suzanne Farrell, Edward Villella y Francisco Moncion en Balanchine's  A Midsummer Night's Dream bailando el papel de Lysander.

### Técnica y estilo
Nunca un virtuoso, Magallanes tenía un lugar seguro como uno de los socios más confiables de la compañía, a menudo emparejado con Maria Tallchief.

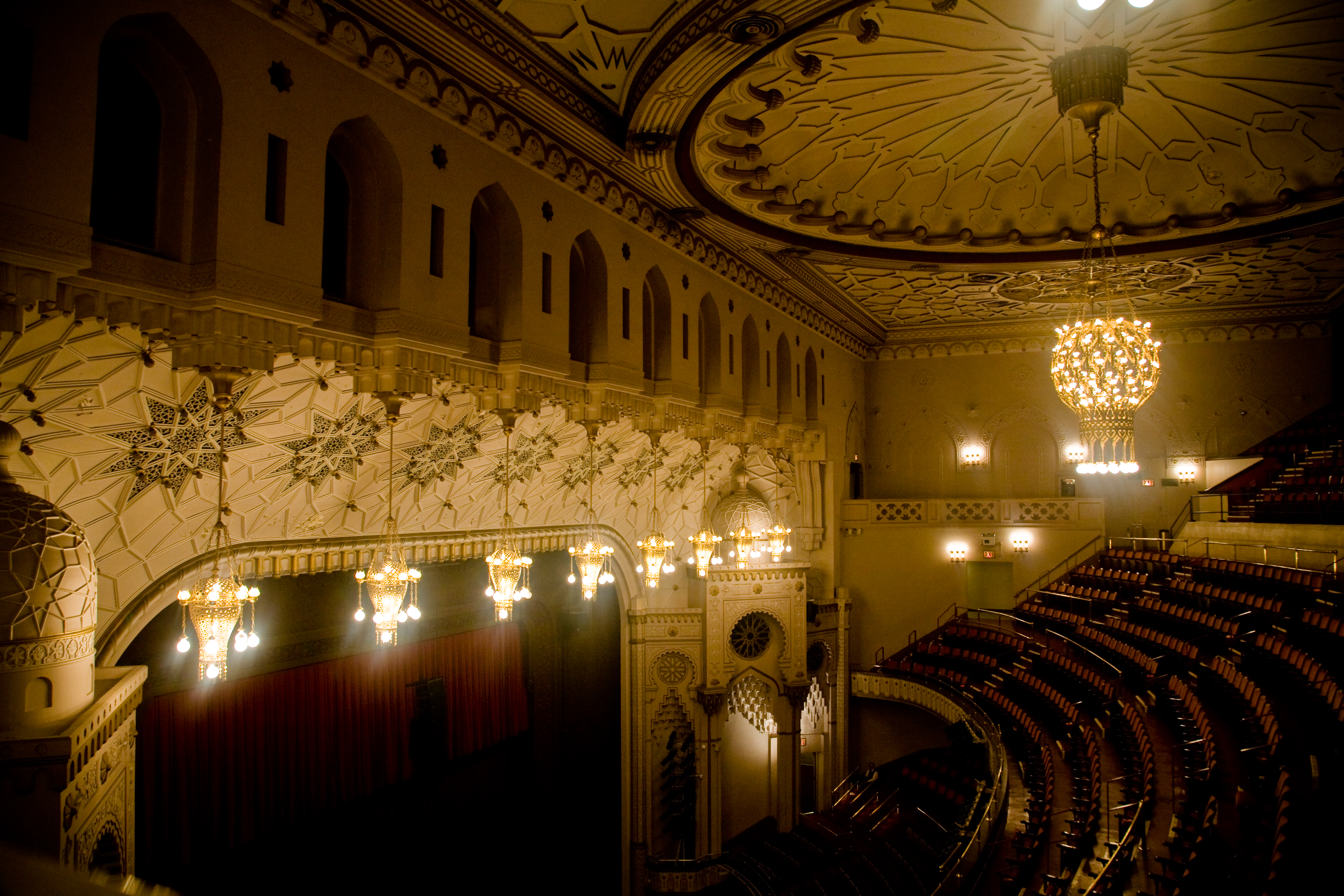
New York City Center
NYC Center auditorium 2008

 En un caso notable, salvó la interpretación de Balanchine de The Nutcracker el 2 de febrero de 1954. Balanchine había coreografiado el grand pas de deux para Tallchief y André Eglevsky, pero en el último momento Eglevsky se lesionó el tobillo y no pudo realizar. Sin un suplente en el modo de espera, Magallanes aprendió la parte técnicamente desafiante en el ensayo de un día y bailó al Cavalier de Sugar Plum Fairy con gran aclamación.
Nicholas Magallanes tambiín fue un bailarín actor de regalos líricos únicos. Un hombre esbelto, con porte noble y rasgos expresivos, encarnó el arquetipo de Balanchinian del anhelante amante del poeta trayendo una especial gracia y fevor romántico a los héros melancólicos de Serenade, La Valse, y La Sonnambula. Su actuación dramática como Orpheus, frente a Francisco Moncion como Ángel Oscuro y Maria Tallchief como Eurydice, se considera definitiva y nunca ha sido superada. Un impresionante conjunto de fotografías del trío de George Platt Lynes sugiere el drama de sus interrelaciones.

## Vida personal
Llamado '"Nicky" por todos los que lo conocieron, Magallanes fue muy querido por sus colegas. Era una persona afable y amigable, con una sonrisa dispuesta. Uno de sus pasatiempos favoritos era jugar a las cartas con otros miembros de la compañía. No era raro verlo a él y a otros en reposo o en una gira sentados en un grupo jugando a un juego de cartas. Él nunca se casó, y no se conoce ningún vínculo romántico a largo plazo. Murió de cáncer de pulmón en su casa en North Merrrick, Long Island. Tenía solo 54 años.

## Post mortem
En 2013, Magallanes figuraba como un personaje en Nikolai and the Others, una obra de teatro de Richard Nelson producida por el Lincoln Center Theatre y presentada en el Telatro Mitzi E. Newhouse de Nueva York. Representando una reunión de artistas emigrados rusos en la década de 1940, la obra incluye una escena en la que Balanchine realiza la coreografía  de Orpheus en Magallanes y de Tallchief mientras Stravinsky observa. Magallanes y Tallchief fureron interpretados por Michael Rosen y Natalia Alonso; Balanchine fue retratado por Michael Cerveris. La obra tuvo una carrera corta y no fue un éxito crítico.